# Música + Alma + Sexo
Música + Alma + Sexo (Mezinárodní název v angličtině: Music + Soul + Sex) je deváté studiové album portorického pop zpěváka-skladatele Rickyho Martina. Album bylo nahráno u Sony Music. Vedoucím singlem je píseň nazpívaná ve dvou jazykových verzích – "The Best Thing About Me Is You" a "Lo mejor de mi vida eres tú".
Bylo nahráno během roku 2010. Skládá se z písní ve španělštině a angličtině.
Jako hosty si pozval umělce jako Joss Stone, Natalia Jiménez, Claudia Leitte a portorické duo Wisin & Yandel.
Album vyšlo postupně 31. ledna 2011 v Evropě u Columbia Records, 1. února 2011 v Severní Americe u Sony Music Latin a 16. března 2011 v Japonsku u Sony Music Japan.
V první týden prodeje v USA se prodalo 32 000 kusů, čím debutovalo na třetí příčce žebříčku Billboard 200. Jednalo si o největší debut v historii Sony Music Latin a to především proto, že album je převážně ve španělštině.
Album získalo certifikaci platinová deska v USA (latinskou pro španělská alba), v Mexiku, v Argentině, ve Venezuele a v Kolumbií.
V rámci propagace svého alba Música + Alma + Sexo zahájil sérii koncertů v Portoriku , Spojených státech a Kanadě. Jedná se o jeho osmé koncertní turné nazvané stejně jako album Música + Alma + Sexo World Tour. Turné pokračovalo v Evropě a Střední i Jižní Americe .

## Seznam písní
1. "Más"
2. "Frío"
3. "Lo mejor de mi vida eres tú" (ft. Natalia Jiménez)
4. "Te vas"
5. "Tú y yo"
6. "Cántame tu vida"
7. "Te busco y te alcanzo"
8. "Será será"
9. "No te miento"
10. "Basta ya"
11. "The Best Thing About Me Is You" (ft. Joss Stone)
12. "Shine"
13. "Frío (Remix) (ft. Wisin & Yandel)